# Anna Espar

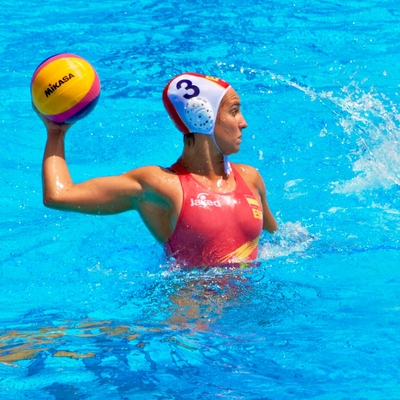
Anna Espar (2013)

Anna „Anni“ Espar Llaquet (* 8. Januar 1993 in Barcelona) ist eine spanische Wasserballspielerin. Die Olympiasiegerin von 2024 gewann 2012 und 2021 eine olympische Silbermedaille. 2013 war sie Weltmeisterin, 2014, 2020 und 2022 Europameisterin.

## Sportliche Karriere
Die 1,80 m große Außenspielerin gewann 2011 den Titel bei der Juniorenweltmeisterschaft. Mit der spanischen Nationalmannschaft gewann sie bei den Olympischen Spielen 2012 in London ihre Vorrundengruppe vor dem US-Team, wobei der direkte Vergleich 9:9 endete. Mit Siegen über die Britinnen im Viertelfinale und über die Ungarinnen im Halbfinale erreichte die spanische Mannschaft das Finale gegen das US-Team. Diesmal gewannen die Amerikanerinnen mit 8:5. Anna Espar warf im Turnierverlauf 15 Tore, davon zwei im Finale.
Im Jahr darauf trafen bei der Weltmeisterschaft 2013 die Spanierinnen und das US-Team bereits im Viertelfinale aufeinander und die Spanierinnen gewannen mit 9:6. Mit einem 13:12-Halbfinalsieg über Ungarn und einem 8:6-Finalsieg gegen Australien gewannen die Spanierinnen den Weltmeistertitel. Anna Espar warf neun Tore, davon vier im Halbfinale. 2014 bei der Europameisterschaft in Budapest gewannen die Spanierinnen ihre Vorrundengruppe wegen der besseren Tordifferenz trotz einer Niederlage gegen die Russinnen. Mit Siegen über die Ungarinnen im Halbfinale und die Niederländerinnen im Finale erspielten sich die Spanierinnen den Europameistertitel. Espar warf vier Tore, davon zwei Im Finale. Bei den Olympischen Spielen 2016 in Rio de Janeiro erreichten die Spanierinnen nur den fünften Platz.
2017 bei der Weltmeisterschaft in Budapest erreichten die Spanierinnen wieder das Finale, dort unterlagen sie dem US-Team mit 6:13. Espar warf im Finale drei Tore. 2018 siegte Spanien bei den Mittelmeerspielen in Taragona und belegte kurz darauf den dritten Platz bei der Europameisterschaft in Barcelona. Bei der Weltmeisterschaft 2019 in Gwangju trafen im Finale erneut Spanien und das US-Team aufeinander und die Amerikanerinnen gewannen mit 11:6. Im Januar 2020 siegten die Spanierinnen bei der Europameisterschaft in Budapest durch einen Finalsieg über die Russinnen. Bei den 2021 ausgetragenen Olympischen Spielen in Tokio trafen die Mannschaften aus den Vereinigten Staaten und aus Spanien einmal mehr im Finale aufeinander, die Amerikanerinnen siegten mit 14:5. Anna Espar wurde ins All-Star-Team des Turniers gewählt.
Die Jahre von 2022 bis 2024 zählten mit internationalen Medaillengewinnen in jedem Jahr zu den erfolgreichsten in der Geschichte des spanischen Wasserballs. Nach einem fünften Platz bei der Weltmeisterschaft 2022 siegten die Spanierinnen im Finale der Europameisterschaft 2022 in Rom mit 9:6 über die Griechinnen. 2023 erreichten die Spanierinnen das Finale der Weltmeisterschaft in Fukuoka und unterlagen erst im Penaltyschießen den Niederländerinnen, wobei Espar ihren Penalty verwandelte. 2024 standen sich die beiden Teams im Finale der Europameisterschaft in Eindhoven erneut gegenüber. Die Niederländerinnen siegten mit 8:7, Espar traf im Endspiel einmal. Einen Monat später bei der Weltmeisterschaft in Doha entschieden die Spanierinnen das Spiel um Bronze gegen die Griechinnen mit 10:9 für sich. Bei den Olympischen Spielen in Paris gewannen die Spanierinnen alle sieben Partien, wobei das Halbfinale gegen die Niederländerinnen erst im Penaltyschießen entschieden wurde. Im Finale gegen die Australierinnen siegten die Spanierinnen mit 11:9, Espar war als einzige Feldspielerin das ganze Match im Einsatz und steuerte zwei Treffer bei.
2025 bei der Weltmeisterschaft in Singapur besiegten die Spanierinnen im Viertelfinale die Niederländerinnen im Penaltyschießen. Im Halbfinale unterlagen sie den Ungarinnen mit 9:15. Das Spiel um den dritten Platz gewannen sie mit 13:12 gegen die Auswahl aus den Vereinigten Staaten. Im Spiel um Bronze erzielte Espar vier Treffer.
Anna Espar spielte von 2009 bis 2019 beim spanischen Serienmeister CN Sabadell und wechselte dann zu CN Mataró. Ihre Schwester Clara Espar war ebenfalls spanische Nationalspielerin.